# Ceratolejeunea fallax
Ceratolejeunea fallax là một loài Rêu trong họ Lejeuneaceae. Loài này được (Lehm. & Lindenb.) Bonner mô tả khoa học đầu tiên năm 1953.